# 1136 Mercedes
Mercedes (asteróide 1136) é um asteróide da cintura principal com um diâmetro de 25,28 quilómetros, a 1,9118124 UA. Possui uma excentricidade de 0,2551311 e um período orbital de 1 501,92 dias (4,11 anos).
Mercedes tem uma velocidade orbital média de 18,591311 km/s e uma inclinação de 8,97962º.
Este asteroide foi descoberto em 30 de Outubro de 1929 por José Comas y Solá.